# Peace or Violence
 (mars 2022).
Si vous disposez d'ouvrages ou d'articles de référence ou si vous connaissez des sites web de qualité traitant du thème abordé ici, merci de compléter l'article en donnant les références utiles à sa vérifiabilité et en les liant à la section « Notes et références ».
Singles de Stromae
Je cours
(2010) Papaoutai
(2013)
Peace or Violence (« Paix ou Violence ») est une chanson de l'auteur-compositeur-interprète belge Stromae extraite de son premier album studio, intitulé Cheese. Il s'agit du cinquième et dernier single de l'album sorti le 16 mai 2011.

## Signification
L'objectif est de comprendre le sens du symbole avec les doigts en forme de V. Le premier idéal comparé est celui de la paix où la forme du V représente souvent la victoire. Le deuxième idéal comparé est celui de la lettre V associée à la violence.

## Classement hebdomadaire
| Classement (2010-2011)                  | Meilleur classement |
| --------------------------------------- | ------------------- |
| Autriche (Ö3 Austria Top 40)            | 74                  |
| Belgique (Flandre Ultratip 100)         | 12                  |
| Belgique (Wallonie Ultratop 50 Singles) | 12                  |